# لوري أنديرس
لوري أنديرس (بالإنجليزية: Laurie Anders)‏ هي موسيقية أمريكية، ولدت في 16 يناير 1922 في كاسبر في الولايات المتحدة، وتوفيت في 5 أكتوبر 1992.

## روابط خارجية
- لوري أنديرس على موقع IMDb (الإنجليزية)
- لوري أنديرس على موقع قاعدة بيانات الفيلم (الإنجليزية)